# Jean-Claude Mathis

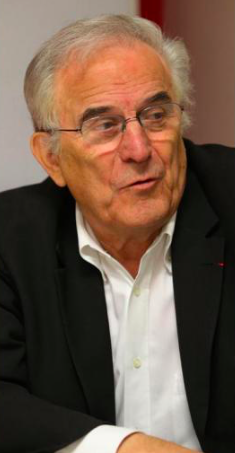
Jean-Claude Mathis, 2018

Jean-Claude Mathis (* 15. August 1939 in Bouzonville) ist ein französischer Politiker. Er ist seit 2002 Abgeordneter der Nationalversammlung.
Mathis arbeitete zuerst als Unternehmer. Auf lokaler Ebene wurde er zum Bürgermeister von Les Riceys gewählt und zog zudem in den Generalrat des Départements Aube ein. Bei den Parlamentswahlen 2002 zog er für den zweiten Wahlkreis des Départements Aube in die Nationalversammlung ein und schloss sich dort der UMP an. 2007 und 2012 wurde er wiedergewählt. Mathis zählte Ende November 2012 zu rund 70 Abgeordneten, die sich mit ihrem Anführer François Fillon von der UMP-Fraktion im Parlament abspalteten und eine eigene Fraktion unter dem Namen R-UMP gründeten.